# Nesse (řeka)
Nesse je řeka v Německu. Je to významný pravostranný přítok řeky Hörsel. Celý její tok se nachází na území spolkové země Durynsko. Délka toku je 52 km. Plocha povodí měří 426 km².

## Průběh toku
Řeka Nesse pramení západně od města Erfurt, které je hlavním městem Durynska. Po celé své délce teče převážně západním směrem. Na dolním toku protéká městem Eisenach, ve kterém se vlévá zprava do řeky Hörsel.

## Vodní režim
Průměrný průtok u ústí činí 3,14 m³/s.

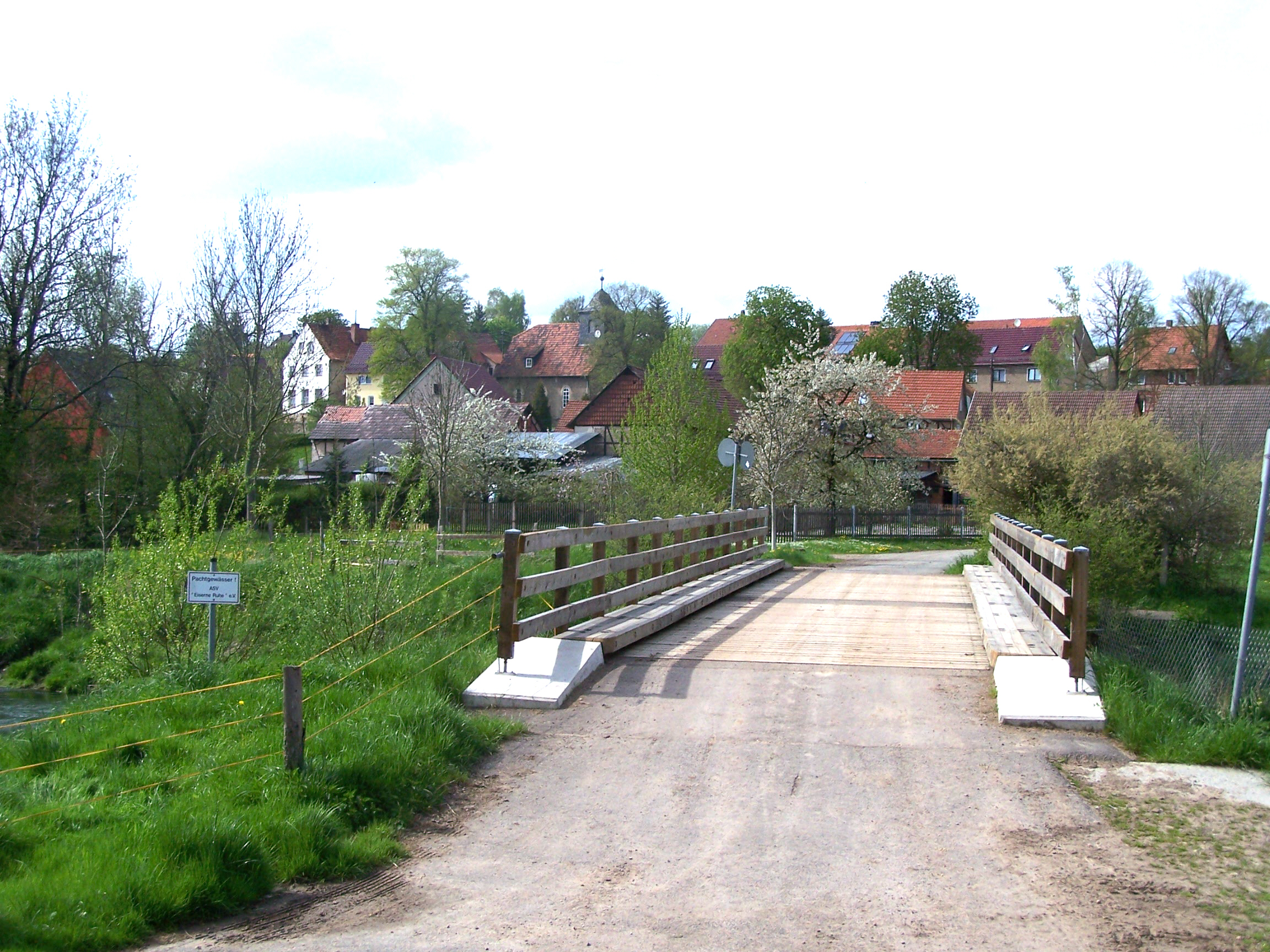
Most přes Nesse ve Stockhausenu
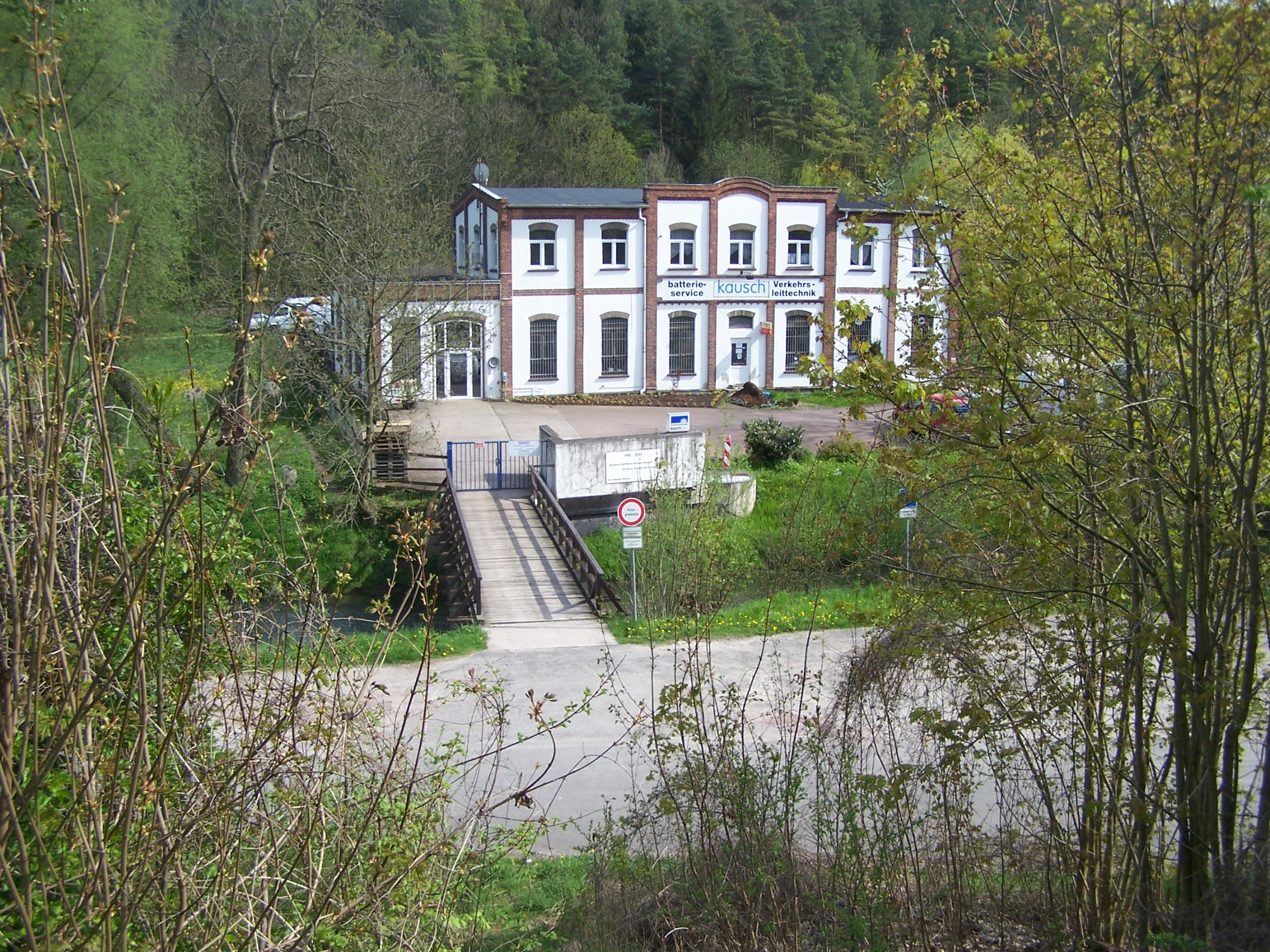
Nesse u bývalé elektrárny ve Stockhausenu